# Dana Steinová
Dana Steinová, rodným křestním jménem Danuše (* 13. září 1949) je česká lektorka trénování paměti, iniciátorka vzniku univerzit třetího věku v České republice. Věnuje se také tvorbě aktivizačních programů pro seniory.

## Život
Rodiče Dany Steinové pocházeli ze smíšených manželství ze Sudet, dědečkové byli Češi, babičky Němky. Své rodiče popisuje jako nesmírně pracovité a cílevědomé.
Vystudovala Vysokou školu ekonomickou a obor vzdělávání dospělých na FF UK. 
V roce 1983 reagovala na výzvu k založení Klubu aktivního stáří a založila takový klub na sídlišti Jižní Město v Praze 4. V roce 1986, ve věku 37 let, iniciovala vznik první Univerzity 3. věku (U3V) na Fakultě všeobecného lékařství Univerzity Karlovy.
V roce 1998 založila Českou společnost pro trénování paměti a mozkový jogging, jejíž je předsedkyní. Do roku 1992 iniciovala vznik mnoha U3V na fakultách pražských vysokých škol. Řadu kurzů pro seniory pořádá její Univerzita volného času v rámci Centra celoživotního vzdělávání. Organizuje také výměnné a poznávací pobyty pro seniory v zahraničí.
Je také předsedkyní Krajské rady seniorů hlavního města Prahy a generální sekretářkou mezinárodní organizace EURAG, která v Evropě hájí práva seniorů.
Předpokládá, že sama do důchodu nikdy nepůjde. „Chci hlídat, aby věci, které jsem vytvořila, fungovaly,“ uvedla Steinová.

### Osobní život
Je vdaná a má šest dětí, dvě s ní spolupracují v Centru celoživotního vzdělávání.